# 소황제
샤오황디(중국어: 小皇帝 소황제[*])는 1979년
중국에서 시작한 독생자녀제(獨生子女制 - 1가구 1자녀 원칙)에 의해 1980년대에 태어난 독생자층을 이르는 말로 바링허우(80後)라고 부르기도 한다. 여자 아이의 경우에는 샤오궁주(중국어: 小公主 소공주[*])라고도 한다.
현재 바링허우 세대는 34~44세다.
풍요로운 경제적 기반을 가진 부모의 과보호 속에서 성장하여 사회적 활동량과 소비 수준이 높아 중국의 떠오르는 주류 소비계층으로 대두되었다. 이들은 다소 이기적이고 독선적이라는 평가를 받는다. 앞으로 중국의 내수 시장의 소비 주력군이 될 것이라는 전망이 많은데, 의류나 정보통신기기에 대하여 특히 관심이 많으며 국민 소득에 비해 훨씬 높은 소비력을 보인다. 그렇기 때문에 중국 내 기업이나 해외 진출 기업들은 이들을 대상으로 한 마케팅 경쟁에 열을 올리고 있다. 삼성, LG그룹 등의 한국 기업들도 중국의 샤오황디를 주목하여, 타깃 마케팅을 전개하고 있다.
소황제는 중국 해외여행객의 56%를 차지하고 어릴 때부터 한국의 문화 콘텐츠에 노출되어 한국 소비재 시장의 큰 손으로 부각되고 있다.

## 배경
소황제가 나타나게 된 배경은 인구 증가로 인해 부담을 느낀 중국에서 실행한 독생자녀제(獨生子女制 - 1가구 1자녀 원칙)이다. 그뿐만 아니라 중국 가정의 경제력 강화로 인한 소비력 향상, 자녀가 고생하지 않기를 바라는 부모들의 바람에 의한 영향도 있다.

## 사회경제적 의미
현대 중국의 경제 성장으로 도시 지역의 1인당 연간 소득이 크게 상승했으며, 여성들이 노동력에 점점 더 많이 진출하게 되면서 가족 내 두 가지 소득원이 있는 경우가 흔해졌다. 이러한 소비 능력의 향상은 외동아이에 대한 과잉보호와 과도한 애정과 결합되어 자녀에 대한 지출이 증가하는 원인이 되고 있다. 장난감에서 의류에 이르기까지, 부모는 자녀에게 물질적 혜택을 아낌없이 주고 모든 요구를 들어주며, 아이들이 가족 중에서 가장 잘 차려입은 모습이 흔하게 보인다.
최근에는 가족 소득의 대부분이 자녀에게 지출되는 것이 일반화되었다. 이러한 현상은 글로벌 차원에서도 주목받을 정도로 커졌으며, 마케팅 그룹은 중국에서 백금 주얼리 판매가 거의 두 배로 증가한 것을 "중국의 소황제 세대" 때문으로 분석하고 있다.

### 월광족
소황제는 매달 받은 월급을 모두 써버린다는 월광족(중국어: 月光族 월광족[*])이라고도 불리며, 미래에 대한 준비보다는 현재의 즐거움을 추구하는 세대다. 자신의 월급 대부분을 라이프 스타일을 실현하기 위해 사용한다. 전문가들은 이러한 소황제의 소비 패턴이 인플레이션과 현실에 대한 환멸을 반영한다고 분석했다.

## 문제점
- 영국의 앤드루 마셜 기자는 예상치 못한 방식으로 현대 중국 사회를 형성하고 있으며, 결국 미래의 '행위 시한폭탄'이 될 수 있다고까지 주장했다.[5][6]
- 소황제 아이들의 예의 없는 모습과 그런 아이를 옹호하는 부모에 대한 문제가 나타나고 있다. 장쑤성의 한 대형마트에서는 진열된 상품을 바닥에 내동댕이치는 아이를 마트 직원이 말리자 엄마는 오히려 화를 내고 고속 열차에서 앞좌석 승객의 머리를 치며 소란을 피우는 아이의 엄마는 승무원에게 지적하지 말라고 큰소리를 치는 모습이 논란이 됐다.[7]

## 소황제가 보는 소황제
- 중국은 1가구 1자녀 원칙 실행 후 급격한 고령화와 노동력 부족 등 사회, 경제에 심각한 부작용을 우려해 1가구 2자녀를 허용했다. 이에 소황제 세대들은 자신들을 역사상 “최악의 바가지를 쓴” 세대라고 한탄한다. 함께 부양할 형제자매도 없이 자신들이 최소 6명부터 10명을 넘게 부양을 해야 한다고 말한다.[8]
- 소황제부터 대학 수업료 현실화뿐만 아니라 회사가 집을 마련해 주는 제도가 사라졌다. 이에 소황제는 공산주의식 평등을 누리던 전 세대와 달리 자신들은 막대한 경쟁 스트레스를 경험한다고 말했다.[9]

## 같이 보기
- 인격장애
- 공주병